# Jaume Camprodon i Rovira
Monsenyor Jaume Camprodon i Rovira (Torelló, 18 de desembre del 1926 - Girona, 26 de desembre de 2016) fou bisbe de Girona entre 1973 i 2001. Va estudiar al seminari de Vic a partir de 1940 i el 1949 fou ordenat prevere. Fins al 1953 va estar en diverses parròquies del bisbat de Vic, quan en aquest any va entrar com a director de l'internat de Sant Miquel dels Sants de Vic i el 1955 va començar a fer de professor al seminari. El 1963 es trasllada a París per seguir estudis de teologia, però sense acabar aquest curs el bisbe de Vic el crida per fer-se càrrec de diferents parròquies i treballar, com havia fet abans, en la relació entre església, obrers i laics. A partir de 1966 fou el rector de la parròquia de Crist Rei de Manresa i des d'allà va treballar per situar aquesta parròquia en la línia del Concili Vaticà II.
El 2 de setembre de 1973 fou nomenat bisbe de Girona i fou consagrat bisbe de Girona el 21 d'octubre del mateix 1973, prenent possessió de la Diòcesi el mateix dia, en substitució de Narcís Jubany, que va passar a l'arquebisbat de Barcelona. En aquest càrrec s'hi va mantenir fins a l'acceptació de la seva dimissió el 30 d'octubre del 2001 i passant a la jubilació el 16 de desembre de 2001, quan fou substituït per Carles Soler i Perdigó. Participà en la redacció del document Arrels cristianes de Catalunya.